# André Bauer (Flüchtling)
André Bauer (* 7. Oktober 1963 in Leipzig; † 7. August 1981 bei Sorge) war ein Todesopfer an der innerdeutschen Grenze.

## Leben
Der 17 Jahre alte in Leipzig lebende Transporthelfer André Bauer versuchte am Morgen des 7. August 1981, mit zwei anderen Jugendlichen aus der DDR zu flüchten. Dabei lösten sie eine Selbstschussanlage aus, die André Bauer an der Hirnschlagader verletzte. Er starb noch während des Abtransportes aus dem Grenzgebiet.
Ein Verfahren gegen den Zugführer der 25. Pionierbrigade, welche die Selbstschussanlagen in dieser Gegend installiert hatte, endete 2000 mit einem Freispruch durch das Landgericht Stendal, da er bei der bloßen Installation der Anlage nicht mit der Verletzung bzw. der Tötung von Flüchtlingen gerechnet hatte und mit dieser auch nicht einverstanden gewesen sei.